# 歐文 (內布拉斯加州)
歐文（英語：Irwin）是位於美國內布拉斯加州切里縣的非建制地區。

## 歷史
歐文的郵局於1900年設立，其後於1954年停運。

## 地理
歐文所處的海拔為高於海平面1049米（即3442英呎），而該地所採用的時區為UTC-6，即北美山地時區（MST）。同時該地設有夏令時間，為UTC-7調快一小時，即UTC-6（MDT）。